# Малое Коробино
Малое Коробино — деревня в Зубцовском районе Тверской области. Входит в состав Вазузского сельского поселения.

## География
Деревня расположена на берегу речки Малая Шешма в 6 км на юг от районного центра Зубцова. 

## История
В 1784 году в селе Коробино была построена каменная Троицкая церковь с 2 престолами.
В конце XIX — начале XX века село являлось центром Коробинской волости Зубцовского уезда Тверской губернии. В 1888 году в деревне имелось 59 дворов, земская школа; промыслы отхожие: судовщики, плотники, дворники, чернорабочие.
С 1929 года деревня являлась центром Малокоробинского сельсовета Зубцовского района Ржевского округа Западной области, с 1935 года — в составе Калининской области, с 1994 года — центр Малокоробинского сельского округа, с 2005 года — в составе Вазузского сельского поселения. 
В годы Советской Власти в деревне находилась центральная усадьба колхоза «Россия».

## Население
| 1859 | 1888 | 1920 | 1997 | 2002 | 2010 |
| ---- | ---- | ---- | ---- | ---- | ---- |
| 437  | ↗442 | →442 | ↘266 | ↘241 | ↗256 |

## Инфраструктура
В деревне имеются Коробинская основная общеобразовательная школа, детский сад, дом культуры, фельдшерско-акушерский пункт, отделение почтовой связи.

## Русская православная церковь
В деревне расположена действующая Церковь Троицы Живоначальной (2009).